# Magdalena Midgley

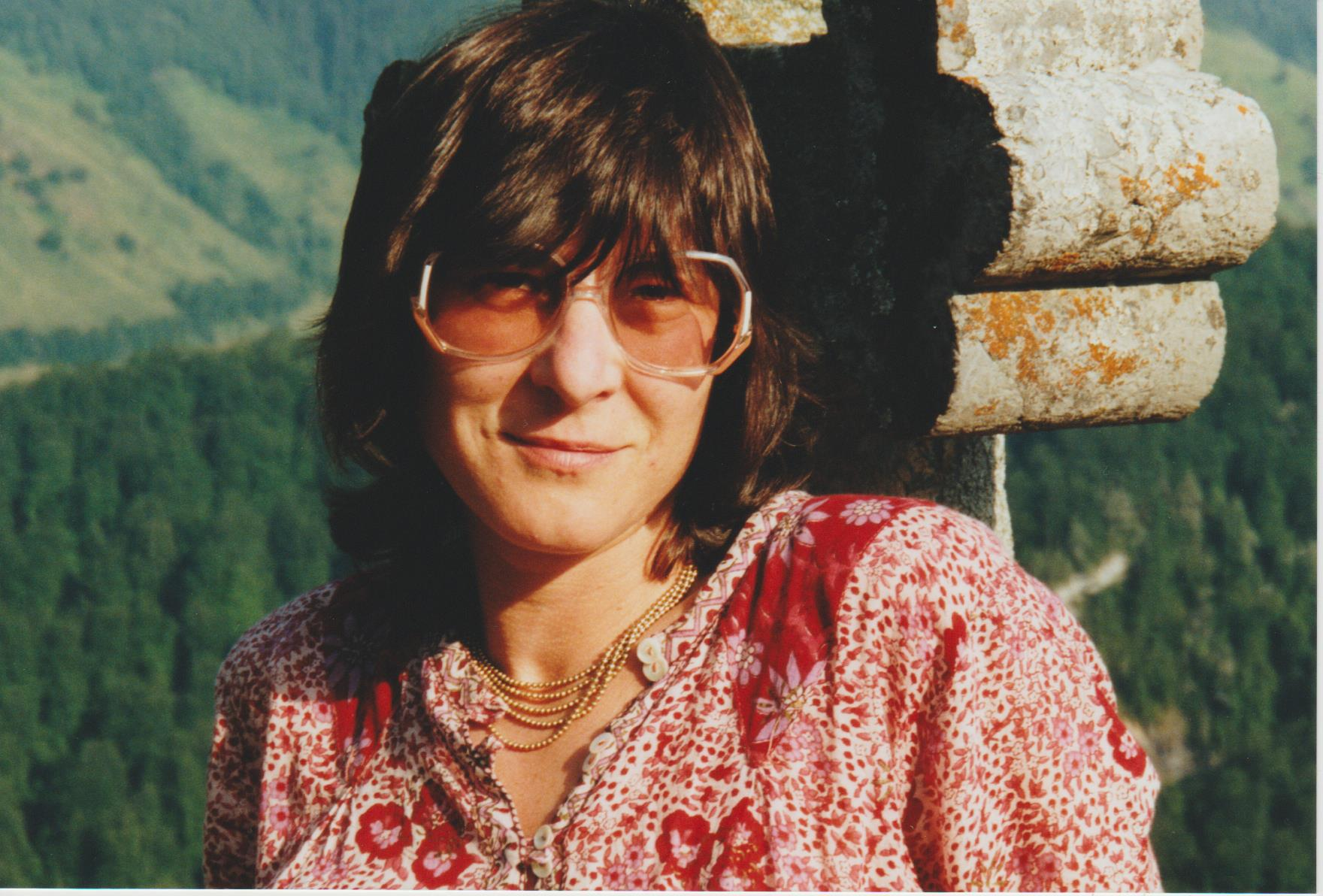
Magdalena Midgley

Magdalena Stefania Midgley (* 4. November 1952 in Bydgoszcz, Polen als Magdalena Stefania Kedzierska; † 21. Juli 2014 in Biggar, Schottland) war eine polnisch-britische Prähistorikerin.

## Leben
Midgley wurde als Tochter von Stefan Janusz Kedzierski, einem Piloten der polnischen Luftstreitkräfte und Zofia Maria Appelt im polnischen Bydgoszcz (deutsch: Bromberg) geboren. Sie wuchs bei ihren Großeltern, dem Industriedesigner Bruno Appelt und dessen Ehefrau Bronisława auf. Nachdem sie 1971 ihre Schulbildung abgeschlossen hatte, folgte sie 1972 einer Einladung ihres Cousins, der nach dem Zweiten Weltkrieg nach Schottland emigriert war, und belegte am Stevenson College in Edinburgh einen Englisch-Kurs. Nebenbei arbeitete sie als Au-pair. Im Oktober 1972 lernte sie den Sprachlehrer Stephen Midgley kennen, den sie im Mai 1973 heiratete.
1974 begann Midgley ein Studium der Archäologie an der University of Edinburgh. Sie spezialisierte sich schnell auf prähistorische Archäologie und entwickelte ein besonderes Interesse für das nord- und mitteleuropäische Neolithikum. 1978 beendete sie ihr Studium mit dem Master-Abschluss. 1985 promovierte sie zum Thema The Origin and Function of the Earthen Long Barrows of Northern Europe.
In den folgenden Jahren nahm sie an zahlreichen Ausgrabungen teil. 1989 wurde sie Dozentin (Lecturer) für prähistorische Archäologie an der University of Edinburgh. 1997 wurde sie Senior Lecturer. Im August 2013 wurde sie auf einen Lehrstuhl für das Europäische Neolithikum an der School of History, Classics and Archaeology der University of Edinburgh berufen. Aufgrund einer Krebserkrankung musste sie ihre Lehrtätigkeit im Juni 2014 beenden. Midgley starb am 21. Juli 2014 im Kello Hospital in Biggar und wurde am 30. Juli in Edinburgh beigesetzt.
Im Laufe ihrer Forschungstätigkeit nahm Midgley unter anderem an Ausgrabungen in Schottland, der Bourgogne und in Tschechien teil. Sie unternahm außerdem zahlreiche Forschungsreisen von den Pyrenäen bis nach Skandinavien. Ihren Forschungsschwerpunkte bildeten die nordeuropäische Trichterbecherkultur sowie megalithische Grabanlagen. Mit der Monografie TRB Culture. The First Farmers of the North European Plain legte sie 1992 ein Standardwerk über die Trichterbecherkultur vor.

## Schriften
Autorin
- The Origin and Function of the Earthen Long Barrows of Northern Europe (1985)
- TRB Culture. The First Farmers of the North European Plain (1992)
- The Monumental Cemeteries of Prehistoric Europe (2005)
- The Megaliths of Northern Europe (2008)

Herausgeberin
- Antiquarians at the Megaliths (2009)
- Mit Jeff Sanders: Lake Dwellings after Robert Munro. Proceedings from the Munro International Seminar. The Lake Dwellings of Europe 22nd and 23rd October 2010, University of Edinburgh (2012)